# AHL Outdoor Classic

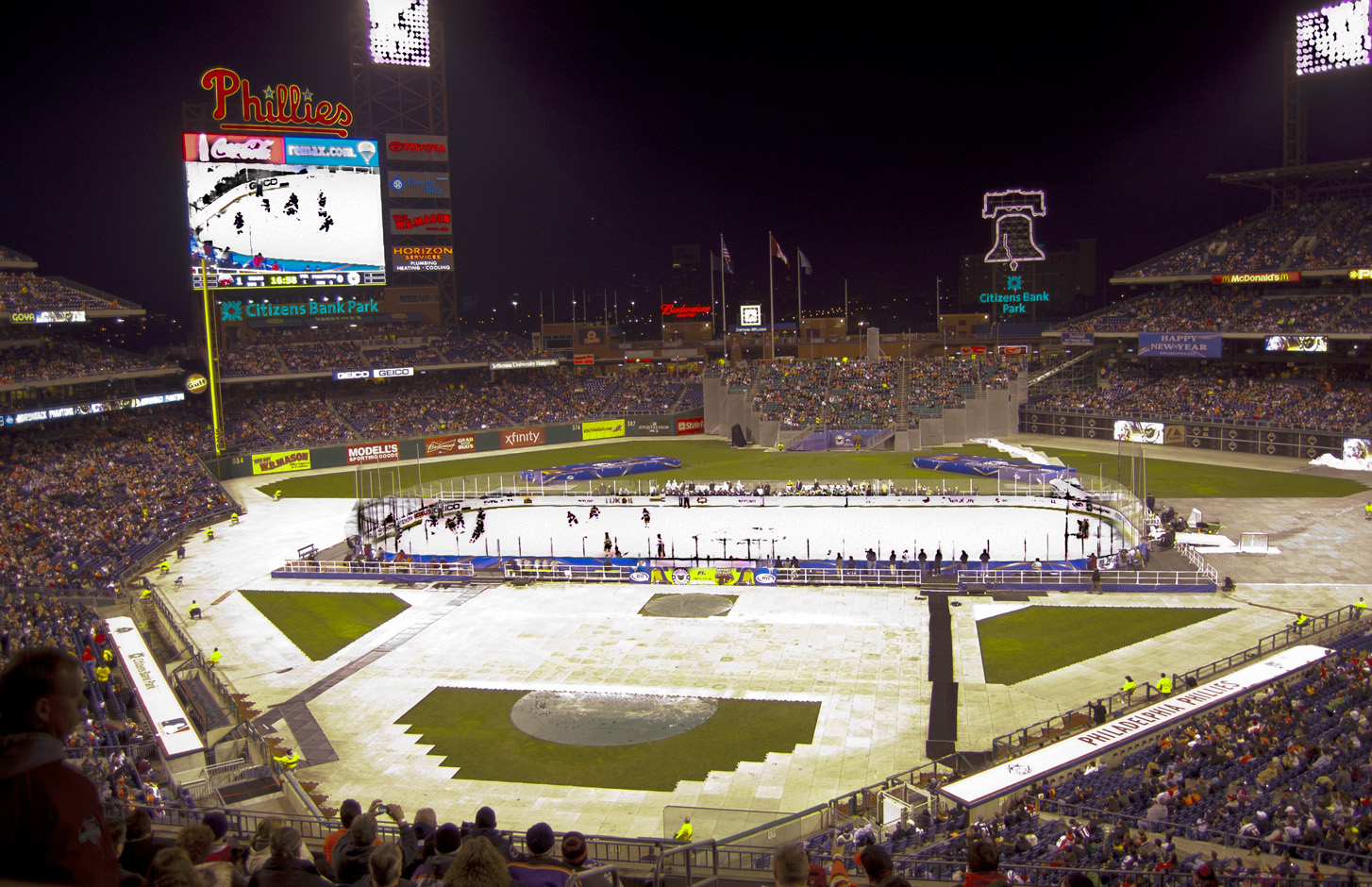
Il Citizens Bank Park durante l'Outdoor Classic 2012

L'AHL Outdoor Classic è una serie di incontri giocati all'aperto della American Hockey League. Così come accade dal 2008 con il Winter Classic organizzato dalla National Hockey League, anche nell'Outdoor Classic vengono selezionate due formazioni con un'accesa rivalità regionale per disputare una partita in uno stadio all'aperto; essendo la AHL diffusa in centri più piccoli rispetto a quelli della NHL, anche gli impianti selezionati sono generalmente meno capienti rispetto a quelli utilizzati nelle edizioni del Winter Classic. Le prime due edizioni furono disputate nel terzo fine settimana del mese di febbraio, in concomitanza con la settimana intitolata "Hockey Weekend Across America", mentre dal 2012 alcuni incontri vengono disputati in contemporanea con l'NHL Winter Classic, all'inizio del mese di gennaio.

## Edizioni
A differenza di quanto accade in NHL con in Winter Classic, introdotto nel 2008, la AHL cominciò ad organizzare partite all'aperto nel 2010 al di fuori del calendario della stagione regolare, in incontri pertanto non validi al fine delle classifiche della lega. I Syracuse Crunch furono la prima franchigia ad allestire una partita outdoor, disputatasi il 20 febbraio 2010 costruendo una pista fuori dall'area del New York State Fairgrounds a Syracuse, nello Stato di New York. Il pubblico in occasione del "Mirabito Outdoor Classic" fu di 21.508 spettatori, mentre l'incontro vide imporsi i Crunch contro i Binghamton Senators per 2-1.
L'anno successivo, il 19 febbraio 2011, i Connecticut Whale ospitarono il "Whale Bowl" contro i Providence Bruins presso il Rentschler Field di East Hartford, in Connecticut. A causa delle pessime condizioni atmosferiche giunsero allo stadio solo 15.234 tifosi, e alla fine Providence vinse la partita per 5-4 allo shootout.
Il 6 gennaio 2012 si registrò il nuovo record assoluto di spettatori per un incontro di AHL quando gli Adirondack Phantoms sconfissero gli Hershey Bears per 4-3 all'overtime di fronte ai 45.653 spettatori del Citizens Bank Park di Philadelphia, partita associata all'NHL Winter Classic 2012 disputatosi quattro giorni prima con il match fra i Philadelphia Flyers e i New York Rangers. Il terzo incontro all'aperto della AHL vide più che raddoppiare il numero di tifosi presenti, superando il record del precedente Outdoor Classic.
Il 21 gennaio 2012 si giocò per la prima volta una partita di AHL all'aperto in territorio canadese, quando in occasione dello "Steeltown Showdown" presso l'Ivor Wynne Stadium di Hamilton si affrontarono in un derby dell'Ontario gli Hamilton Bulldogs e i Toronto Marlies, capaci di imporsi per 7-2 di fronte a 20.565 spettatori. La partita di AHL fu preceduta da un incontro fra ex giocatori dei Toronto Maple Leafs e dei Montreal Canadiens. Per la stagione AHL 2012-13 venne disputata un'altra partita all'aperto: il 20 gennaio 2013 gli Hershey Bears sfidarono in un derby della Pennsylvania i Wilkes-Barre/Scranton Penguins all'Hersheypark Stadium di Hershey, incontro vinto per 2-1 dai Penguins.
Nella stagione 2013-14 l'AHL Winter Classic fu ospitato dai Rochester Americans presso il Frontier Field il 13 dicembre 2013 e li vide affrontare i Lake Erie Monsters. La gara aprì dieci giorni di feste e iniziative legate anche alle squadre universitarie maschili e femminili del Rochester Institute of Technology, oltre ad una partita fra i veterani degli Americans contro le vecchie glorie dei Buffalo Sabres. Il 30 dicembre 2013 si recuperò la sfida fra Grand Rapids Griffins e Toronto Marlies presso il Comerica Park di Detroit, gara annullata un anno prima a causa del lockout della NHL. I Marlies si imposero per 4-3 ai rigori.
Dopo una stagione senza gare all'aperto nella stagione 2015-16 ne venne giocata una in California, stato al suo esordio assoluto in AHL; nel cosiddetto "Golden State Hockey Rush" si affrontarono gli Stockton Heat e i Bakersfield Condors, città già rivali dai tempi della ECHL.

### Risultati
| Data             | Luogo                               | Casa                | Trasferta           | Punteggio | Spettatori |
| ---------------- | ----------------------------------- | ------------------- | ------------------- | --------- | ---------- |
| 20 febbraio 2010 | Great New York State Fair, Syracuse | Syracuse Crunch     | Binghamton Sen.s    | 2-1       | 21.508     |
| 19 febbraio 2011 | Rentschler Field, East Hartford     | Connecticut Whale   | Providence Bruins   | 5-4 (SO)  | 15.234     |
| 6 gennaio 2012   | Citizens Bank Park, Philadelphia    | Adirondack Phantoms | Hershey Bears       | 4-3 (OT)  | 45.653     |
| 21 gennaio 2012  | Ivor Wynne Stadium, Hamilton        | Hamilton Bulldogs   | Toronto Marlies     | 2-7       | 20.565     |
| 20 gennaio 2013  | Hersheypark Stadium, Hershey        | Hershey Bears       | WBS Penguins        | 1-2 (OT)  | 17.311     |
| 13 dicembre 2013 | Frontier Field, Rochester           | Rochester Americans | Lake Erie Monsters  | 5-4 (SO)  | 11.015     |
| 30 dicembre 2013 | Comerica Park, Detroit              | G. Rapids Griffins  | Toronto Marlies     | 3-4 (SO)  | 20.337     |
| 19 dicembre 2015 | Raley Field, West Sacramento        | Stockton Heat       | Bakersfield Condors | 3-2       | 9.357      |